# Histor-Sigma
Histor-Sigma, Sigma oder Sigma-Fina war ein belgisches professionelles Radsportteam, das von 1986 bis 1991 bestand. Hauptsponsor war ein niederländischer Hersteller von Farben und Lacke.

## Geschichte
Das Team wurde 1986 unter der Leitung von Walter Verlee gegründet und ab April von Willy Teirlinck, bis dahin aktiver Fahrer im Team, bei der Leitung unterstützt. Im ersten Jahr belegte das Team einen zweiten Platz bei Binche–Tournai–Binche und einen sechsten Platz beim Scheldeprijs. Neben den Siegen belegte das Team zweite Plätze bei Binche–Tournai–Binche, Gent-Wevelgem, Omloop van het Houtland Lichtervelde und bei der Flandern-Rundfahrt U23. 1988 erzielte das Team gute Platzierungen als jeweils Dritter bei Étoile de Bessèges, Tour du Haut Var, Nokere Koerse und Veenendaal-Veenendaal, jeweils Vierter bei Binche–Tournai–Binche, Kuurne–Brüssel–Kuurne Kampioenschap van Vlaanderen und jeweils Fünfter bei La Marseillaise, Grote Prijs Raymond Impanis, beim Scheldeprijs und in der Gesamtwertung der Schweden-Rundfahrt. 1989 belegte das Team zweite Plätze bei der Andalusien-Rundfahrt, Mittelmeer-Rundfahrt, der Flandern-Rundfahrt, Grote Prijs Raymond Impanis und dritte Plätze bei der Tour de Limousin, Tour du Haut Var und der Lombardei-Rundfahrt. 1990 folgten zweite Plätzer bei der Trofeo Luis Puig, beim Amstel Gold Race, Paris-Nizza, Grand Prix de Plumelec-Morbihan, Kampioenschap van Vlaanderen und dem Chrono des Nations. Dritte Plätze wurde bei Tour du Limousin, Rund um Köln, der Tour de Romandie, Grote Prijs Raymond Impanis und Omloop Het Nieuwsblad belegt. 1991 gingen fünf deutsche Rennfahrern, Uwe Ampler, Andreas Kappes, Remig Stumpf, Kai Hundertmarck und Rajmund Lehnert als Neoprofis, an den Start. In dieser Saison wurden zweite Plätze bei der Vuelta a Navarra, der Tour du Haut Var, dem Großen Preis des Kantons Aargau, Flèche Ardennaise und Bretagne Classic Ouest-France erreicht. Nach der Saison 1991 wurde das Team aufgelöst und ein großer Teil der Fahrer wechselte zum Team Telekom. 1993 und 1994 war Histor Co-Sponsor des Teams Novemail-Histor-Laser Computer.

## Erfolge
1987
- Scheldeprijs
- Grote Prijs Raymond Impanis
- eine Etappe Milk Race
- eine Etappe Tour de l’Oise
- Boucles Parisiennes

1988
- Gesamtwertung und eine Etappe Mittelmeer-Rundfahrt
- Belgischer Meister – Straßenrennen
- Dänischer Meister – Straßenrennen
- Gesamtwertung und eine Etappe Tour d’Armorique
- zwei Etappen Paris-Nizza
- zwei Etappen Luxemburg-Rundfahrt
- eine Etappe Drei Tage von De Panne
- eine Etappe Asturien-Rundfahrt
- eine Etappe Schweden-Rundfahrt
- eine Etappe Belgien-Rundfahrt
- Omloop van het Houtland Lichtervelde
- GP du Tournaisis
- Circuit des XI Villes

1989
- Gesamtwertung und drei Etappen Étoile de Bessèges
- eine Etappe Tour de France
- eine Etappe Vuelta a España
- vier Etappen Mittelmeer-Rundfahrt
- Omloop Het Nieuwsblad
- Kampioenschap van Vlaanderen
- Binche–Tournai–Binche
- zwei Etappen Paris-Nizza
- eine Etappe Andalusien-Rundfahrt
- eine Etappe Belgien-Rundfahrt
- eine Etappe Belgien-Rundfahrt

1990
- Dänischer Meister – Straßenrennen und Einzelzeitfahren
- eine Etappe Tour de Suisse
- 4 Jours de Dunkerque
- Trophée des Grimpeurs
- Gent-Wevelgem
- E3 Harelbeke
- Nokere Koerse
- Grand Prix d’Ouverture La Marseillaise
- Grote Prijs Jef Scherens
- Circuit des Frontières
- Flandern-Rundfahrt U23
- zwei Etappen Paris-Nizza
- zwei Etappen Tour d’Armorique
- eine Etappe Critérium du Dauphiné
- eine Etappe Grand Prix Midi Libre
- eine Etappe Milk Race
- eine Etappe Setmana Catalana de Ciclisme
- eine Etappe Belgien-Rundfahrt
- eine Etappe Tour de l’Avenir
- eine Etappe Valencia-Rundfahrt
- eine Etappe Mittelmeer-Rundfahrt

1991
- eine Etappe Tour de France
- Omloop Het Nieuwsblad
- Paris-Brüssel
- Nationale Sluitingsprijs
- Paris–Camembert
- Trofeo Luis Puig
- Belgischer Meister – Straßenrennen
- drei Etappen Mexiko-Rundfahrt
- zwei Etappen Paris-Nizza
- zwei Etappen Valencia-Rundfahrt
- zwei Etappen Olympia’s Tour
- eine Etappe Baskenland-Rundfahrt
- eine Etappe 4 Jours de Dunkerque
- eine Etappe Luxemburg-Rundfahrt
- Seraing-Aachen-Seraing

## Grand-Tour-Platzierungen
| Grand Tour            | 1987 | 1988 | 1989 | 1990 | 1991 |
| --------------------- | ---- | ---- | ---- | ---- | ---- |
| Vuelta a EspañaVuelta | –    | –    | 25   | –    | –    |
| Giro d’ItaliaGiro     | –    | –    | –    | –    | –    |
| Tour de FranceTour    | –    | 61   | 27   | 44   | 32   |

## Monumente-des-Radsports-Platzierungen
| Monument                 | 1987 | 1988 | 1989 | 1990 | 1991 |
| ------------------------ | ---- | ---- | ---- | ---- | ---- |
| Mailand–Sanremo          | 42   | 14   | 10   | 12   | 10   |
| Flandern-Rundfahrt       | 29   | 11   | 2    | 22   | 48   |
| Paris–Roubaix            | 12   | 61   | 7    | 17   | 6    |
| Lüttich–Bastogne–Lüttich | 50   | 56   | 35   | 5    | 19   |
| Lombardei-Rundfahrt      | –    | –    | 3    | 73   | 74   |

## Bekannte ehemalige Fahrer
- Willy Teirlinck (1986)
- Wilfried Peeters (1986–1991)
- Etienne De Wilde (1987–1991)
- Paul Haghedooren (1987–1990)
- Søren Lilholt (1988–1991)
- Luc Leblanc (1989)
- Herman Frison (1989–1991)
- Stephen Roche (1990)
- Andreas Kappes (1991)
- Kai Hundertmarck (1991)
- Uwe Ampler (1991)
- Remig Stumpf (1991)
- Benjamin Van Itterbeeck (1991)